# بلویو (اورگان)
بلویو (به انگلیسی: Bellevue) یک منطقهٔ مسکونی در ایالات متحده آمریکا است که در شهرستان یمهیل، اورگن واقع شده‌است.